# Filme infantil

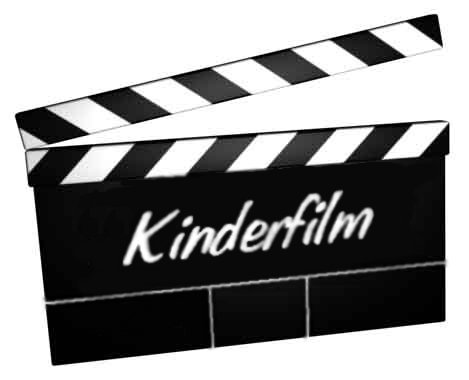

Um filme infantil ou filme familiar é um gênero de filme que contém crianças ou é relacionado com elas no contexto do lar e da família. Filmes infantis referem-se a filmes que são feitos especificamente para crianças e não necessariamente para o público geral, enquanto filmes familiares são feitos para um apelo mais amplo com o público em geral. Filmes infantis têm várias das principais formas como realismo, fantasia, animação, guerra, musicais, e adaptações literárias.